# Taxa horária zenital

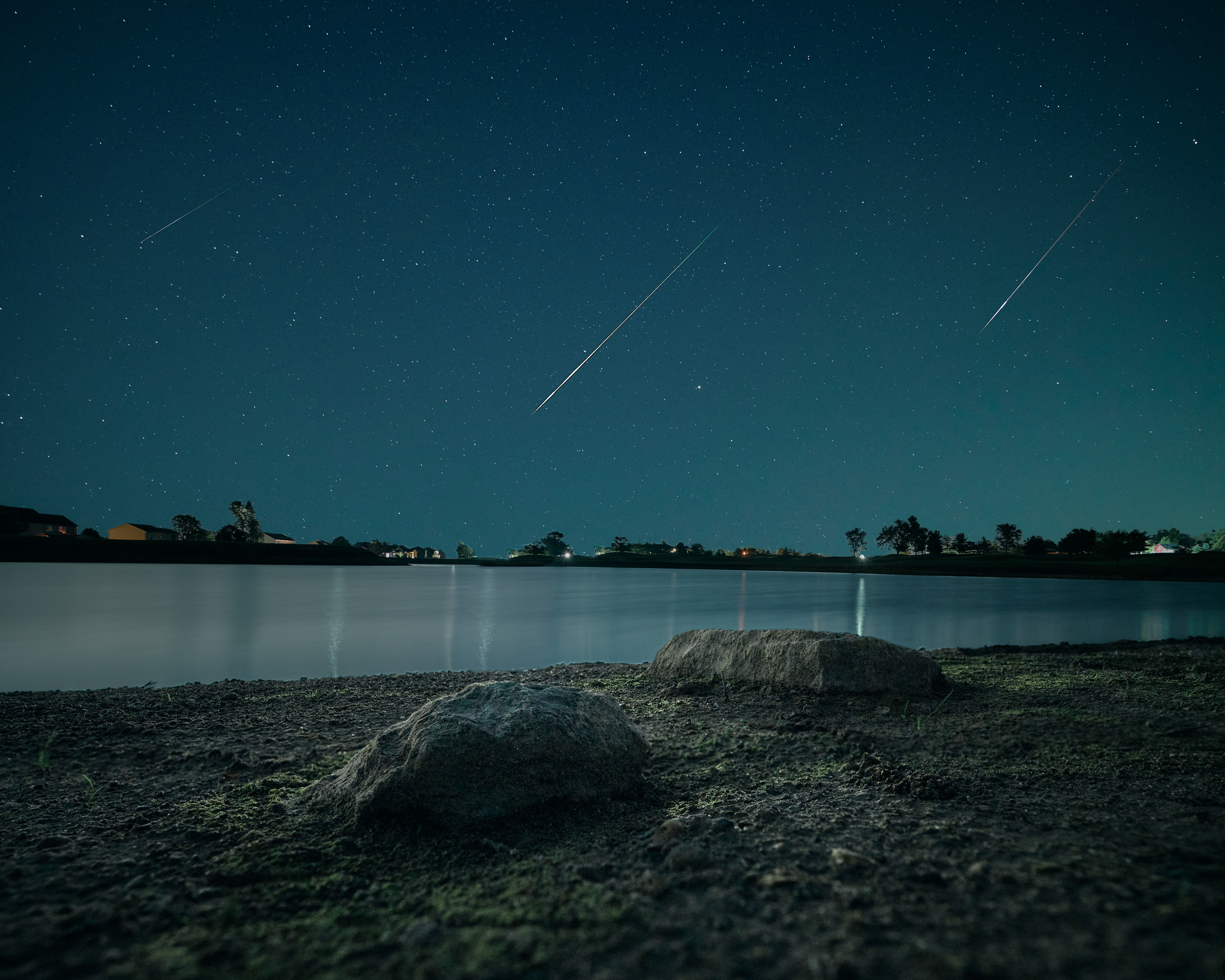
Perseidas em 2023

Em astronomia, a taxa horária zenital (THZ ou, em inglês, ZHR - zenithal hourly rate) de uma chuva de meteoros é o número de meteoros que um observador poderá ver numa hora, sob condições de céu limpo, escuro (limite da magnitude aparente de 6,5) e se o radiante da chuva estiver no zénite. No entanto, a taxa que pode ser efectivamente observada é quase sempre inferior e tende a diminuir à medida que o radiante se aproxima do horizonte.